# Surf’s Up
Surf’s Up (zu deutsch etwa: „hohe Brandung“) ist ein Album der US-Band „The Beach Boys“. Es wurde am 30. August 1971 veröffentlicht. Das Album erschien bei der Beach-Boys-eigenen Plattenfirma Brother Records und wurde über ihren Partner Reprise Records/Warner Bros. vertrieben.

## Entstehungsgeschichte
1971 engagierten die „Beach Boys“ einen neuen Manager namens Jack Rieley, welcher auch gleichzeitig Chef von Brother Records, der Beach-Boys-eigenen Plattenfirma, wurde. Rieley war der Meinung, dass die „Beach Boys“ das „Surfer-Image“ endgültig ablegen mussten. Sie sollten in Zukunft zeitgemäße Themen behandeln. Die Texte sollten vor allem Umwelt- und Gesellschaftsprobleme behandeln, um so ein jüngeres Publikum anzusprechen. Er hatte die Vision, aus den Beach Boys die musikalischen Bewahrer des Ökologiesystems zu machen. Jack Rieley beschränkte sich nicht nur auf seine Rolle als Manager, sondern nahm auch aktiv am Songwriting-Prozess teil.
Mehrere Konzerte im Vorfeld und kurz nach der Veröffentlichung des Albums sollten den Imagewandel unterstreichen. Die Beach Boys spielten Benefiz-Konzerte und traten unter anderem auf einem der Anti-Kriegs-Märsche am 3. Mai 1971 in Washington, D.C. auf.
Während der Jahre 1969 bis 1971 hatten die Beach Boys sehr kreative Phasen und nahmen zahlreiche Lieder auf. Auch Dennis Wilson arbeitete ununterbrochen im Studio. Einige in dieser Zeit entstandene Stücke sollten auf dem Surf’s-Up-Album landen. Da waren 4th of July, (Wouldn’t It Be Nice To) Live Again, Old Movie und It’s a New Day. Doch er konnte sich mit den anderen Beach Boys nicht über die Reihenfolge einigen, also entschied er, die Lieder für sein Soloalbum zurückzuhalten.
Carl Wilson experimentierte auf dem Album (insbesondere auf seiner Eigenkomposition Feel Flows) mit dem damals neuen Moog-Synthesizer.
Das Cover ist eine grafische Umsetzung der Skulptur End of the Trail des amerikanischen Bildhauers James Earle Fraser. Das Bild wurde von Ed Thrasher erstellt.

## Erfolge
Viele Kritiker bezeichnen das Surf’s Up-Album als das beste Beach-Boys-Album aus den 1970ern. In den Billboard-Charts erreichte es Platz #29., in Großbritannien kam es bis auf Platz #15.
Das Album wurde in die Liste der 500 besten Alben des Rolling Stone aufgenommen. In der deutschen Ausgabe belegt es Platz #154.

## Titelliste
1. Don’t Go Near the Water (Al Jardine/Mike Love) – 2:39
2. Long Promised Road (Carl Wilson/Jack Rieley) – 3:30
3. Take a Load Off Your Feet (Brian Wilson/Al Jardine/G. Winfrey) – 2:29
4. Disney Girls (1957) (Bruce Johnston) – 4:07
5. Student Demonstration Time (Jerry Leiber/Mike Stoller/Mike Love) – 3:58
6. Feel Flows (Carl Wilson/Jack Rieley) – 4:44
7. Lookin’ at Tomorrow (A Welfare Song) (Al Jardine/Jack Rieley) – 1:55
8. A Day in a Life of a Tree (Brian Wilson/Jack Rieley) – 3:07
9. ’Til I Die (Brian Wilson) – 2:41
10. Surf’s Up (Brian Wilson/Van Dyke Parks) – 4:12

## Songinfos
Don’t Go Near The Water ist einer jener Titel, mit dem die Beach Boys auf die Verschmutzung der Umwelt durch den Menschen hinweisen.
Der Titelsong des Albums Surf’s Up ist ein Song aus dem unveröffentlichten Smile-Album aus dem Jahre 1967 (siehe Brian Wilson presents Smile). Es wurde von Brian Wilson in Zusammenarbeit mit Van Dyke Parks geschrieben. Laut Brian Wilson hatte dieser den größten Teil des Textes verfasst. Für den ersten Teil des Liedes wurde der Original-Backing-Track aus den Sessions für das Smile-Album von 1966/67 verwendet; der Leadgesang wurde von Carl Wilson eingesungen und stammt aus dem Jahr 1971. Der zweite Teil stammt aus einer Demoaufnahme für eine Fernsehdokumentation aus dem Jahre 1966 mit Leadgesang von Brian Wilson, 1971 nur leicht ergänzt durch eine Synthesizer-Bassspur, ebenso wie Teil drei, wo die anderen Beach Boys Brian’s Klavierspiel und Gesang ergänzen.
Das Lied wurde als zweite Single mit der B-Seite Don’t Go Near the Water ausgekoppelt, konnte sich aber nicht in den Charts platzieren.
Long Promised Road ist das Debüt von Carl Wilson als Komponist und handelt von den Träumen der Siedler. Es war die erste Single des Albums, auf der B-Seite befand sich ’Til I Die. Die Single platzierte sich auf Platz #89 der Hot 100, die Verkaufszahlen blieben hinter den Erwartungen zurück.
Take a Load Off Your Feet stammt aus den Sessions zum Vorgängeralbum Sunflower.
Student Demonstration Time ist ein Song von Jerry Leiber und Mike Stoller, zu dem Mike Love einen neuen Text schrieb. Das Original hieß Riot on Cell Block #9. Der neue Text handelt von der Studentenbewegung. Im Lied genannt werden das Free Speech Movement, die Ausschreitungen im People’s Park in Berkeley und Isla Vista, sowie die sogenannten „Jackson State killings“ und das Kent-State-Massaker. Brian Wilson drückte später seine Abneigung zu dem Lied mit den Worten „too far-out for me“ aus. Das Lied wurde als Single ausgekoppelt und war unter anderem in Australien, Belgien und den Niederlanden in niedrigen Chartpositionen anzufinden.
A Day in the Life of a Tree ist aus der Ich-Perspektive geschrieben. Es behandelt die Umweltproblematik, diesmal das Thema Luftverschmutzung, anhand eines alten Baumes, der zurück auf sein Leben schaut. Das Lied wurde von Brian Wilson und Jack Rieley geschrieben. Jack Rieley sang zu diesem Stück auch die Lead-Vocals ein, auf der Schlusssequenz verewigt sich Van Dyke Parks als Sänger.
’Til I Die ist eine weitere Brian-Wilson-Komposition. Sie handelt von Brian Wilsons Gefühlen zur damaligen Zeit: „I was feeling kind of small, and I wrote a song about how small I felt“.